# Kaspar Knittel
Kaspar Knittel SJ (auch: Kaspar Knitl; Caspar Knittel; tschechisch Kašpar Knittel, auch Kašpar Knitl, lateinisch Caspari Knitl auch Casparus Knittel; * 6. Februar 1644 in Glatz, Grafschaft Glatz; † 11. Dezember 1702 in Teltsch, Mähren) war ein deutsch-böhmischer Jesuit, Prediger, Philosoph und Mathematiker sowie Rektor der Karlsuniversität Prag.

## Leben
Kaspar Knittel trat 1660 in das Jesuitenkolleg Glatz ein. Nach dem Abschluss seines Studiums an der Karlsuniversität lehrte er in Mähren elf Jahre Humaniora, Altertumswissenschaft, Mathematik und Philosophie. Einer seiner Lehrer war Athanasius Kircher. Neben seiner Lehrtätigkeit wirkte er 14 Jahre als Prediger. Danach war er drei Jahre Kaplan des kaiserlichen Gesandten in Holland und anschließend fünf Jahre «Procurator Provinciae» seines Ordens am kaiserlichen Hof in Wien. Nach einer Tätigkeit als Rektor des Jesuitenkollegs in Krumau war er im Jahre 1700 Rektor der Prager Karl-Ferdinands-Universität.

## Werke (Auswahl)

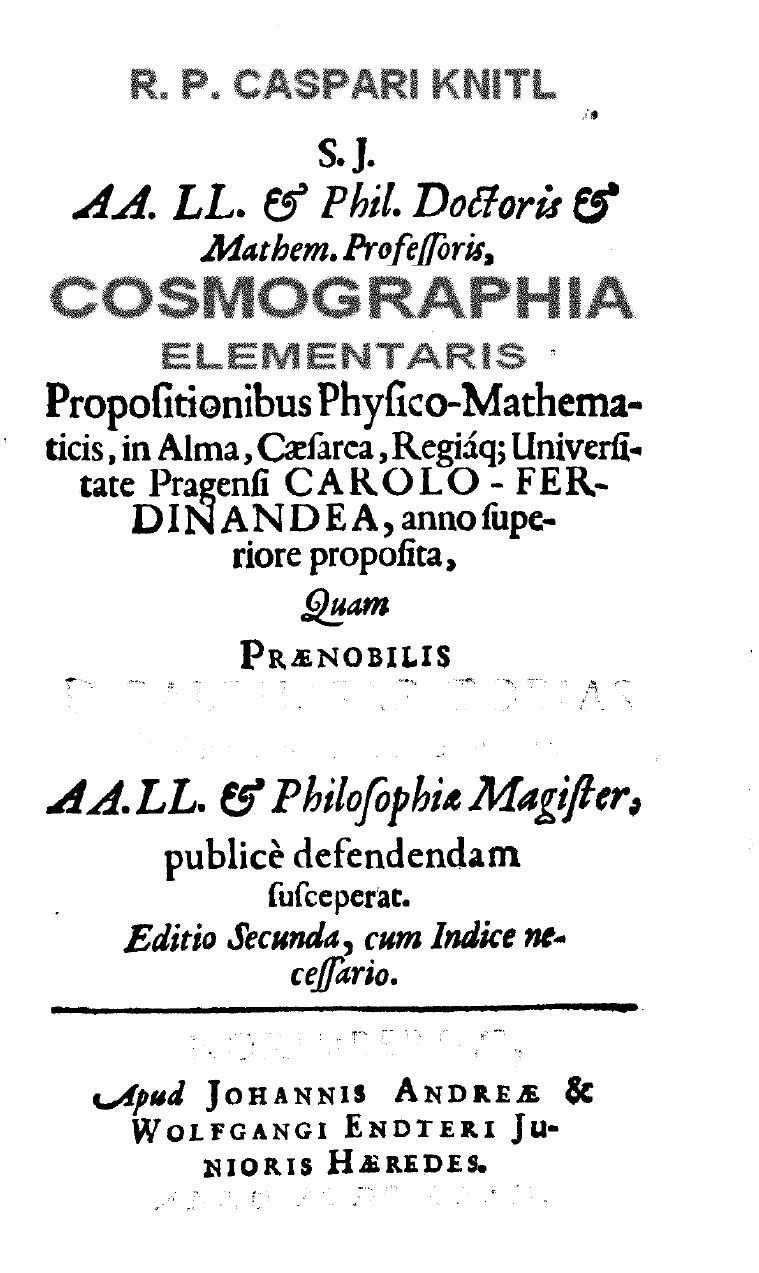
Cosmographia Elementaris, 1674

Kaspar Knittel verfasste mehrere philosophische und mathematische Werke: 
- Caspari Knitl. S.J. AA. LL. & Philos. Doctoris... Cosmographia Elementaris: Propositionibus Physico-Mathematicis in Alma ... Universitate Pragensi Carolo-Ferdinandea anno superiore proposita, Norimbergae, Andreas & Endter, 1674
- Theses curiosiores ex universa Aristotelis philosophia in... Universitatae Pragensi... propugnatae; Pragae, [non post IX] 1682
- Aristoteles Curiosus Ac Utilis: In Quo Centum Praecipuae Quaestiones Peripetiticae Problematicè disputantur, ac utriusque Partis argumenta dissolvuntur ; Cum Centum eruditis Parergis, In quibus Centum Positiones Ethico-Politicae, Centum Mathematicae...; Pragae, 1682
- Theses curiosiores ex universa Aristotelis philosophia; Praga, 1682
- Conciones Dominicales academiae: Pars Hyemalis [et aestivale]; Praga, 1687
- Via regia ad omnes scientias et artes, hoc est ars universalis scientiarum omnium artiumque arcana facilius penetrandi, et de quocunque proposito themate expeditius disserendi: practice, clare, succincte... Norimbergae, 1691
- Conciones Dominicales academiae: Pars hyem-aestivalis; Praga, 1711
- Reverendi Patris Caspar Knittel... Conciones Academicae In praecipua totius Anni Festa: Ad primariam Nobilitatem, populúmque Academicum, Pragae In Auditorio Academico, ab Authore dictae; Opus posthumum...; Pragae, 1718
- Caspari Knittel E Societate Jesu Conciones Dominicales Academicae, Per omnes Anni Dominicas distributae: Omnibus Divini Verbi Praeconibus, ac etiam Oratoribus aliis perutiles, in duas partes divisae. Cum duplici Indice... Pars Hiemalis [et Aestivalis]; Pragae, 1722
- Via regia ad omnes scientias et artes, hoc est ars universalis scientiarum omnium artiumque arcana facilius penetrandi...: hoc est ars universalis scientiarum omnium artiumque arcana facilius penetrandi...; Augustae Vindelicorum, Oeniponti, 1759